# Артем Чапай
Артем Чапай (літературний псевдонім Антона Васильовича Водяного, нар. 2 грудня 1981, Коломия) — український письменник, перекладач, репортер і мандрівник. З лютого 2022 — солдат Збройних Сил України.

## Життєпис
Антон Водяний народився й виріс в Коломиї. Закінчив міську гімназію 1998 року. Вищу освіту спочатку отримував у Академії Служби безпеки України, проте покинув навчання під час кампанії протестів «Україна без Кучми».
Згодом здобув ступінь бакалавра Києво-Могилянської академії. Під час навчання працював вантажником, кур'єром, редактором дитячого журналу, перекладав фільми на телеканалі «Інтер», був репортером при МЗС.
Артем Чапай півтора року мандрував Америкою. За результатами цієї тривалої подорожі написав свою першу книгу «Авантюра», що вийшла друком у 2008 році.
Чотири книги Чапая потрапляли до топ-5 конкурсу Книга року Бі-Бі-Сі: «Подорож із Мамайотою в пошуках України» у 2011, «Червона зона» — дебют Артема Чапая в суто художній літературі — у 2014, «Понаїхали» у 2015, «The Ukraine» у 2018.
«The Ukraine» також у короткому списку міжнародної премії ЄБРР з літератури 2025, а до того потрапила у список найкращих українських книг 2018 року за версією українського ПЕН-клубу, список найкращих книг 2018-19 років за версією Українського інституту книги, короткий список Премії міста літератури ЮНЕСКО.
Під час війни на Донбасі працював репортером у виданні Інсайдер. Двічі фіналіст журналістської «Честі професії». У квітні 2015 року вийшла спільна з Катериною Сергацковою книга репортажів із Донбасу «Война на три буквы». По три репортажі Чапая і Сергацкової з цієї книжки номіновано на міжнародну журналістську премію Kurt Schork Awards.
Окремі оповідання та репортажі Чапая видано також англійською, польською, чеською та словенською мовами. Зокрема, оповідання «Синок, пожалуста» включено до збірки Best European Fiction 2016. Роман «Понаїхали» в перекладі Жюстін Донш видано французькою у 2021 році.
Перекладав книжки Магатми Ґанді, Едварда Саїда та ін.
Одружений, виховує двох синів, про їхнє виховання написав книжку «Тато в декреті», що перемогла в номінації «Батьківська книжка року-2016» у конкурсі сайту БараБука.
Після початку російського вторгнення в Україну 2022 року добровольцем пішов в армію.

## Погляди і громадська діяльність
Дотримується лівих політичних поглядів, відвідував першотравневі мітинги. У своїх книгах, не завжди явно, виходить зі своїх лівих поглядів.
Співзасновник та активний учасник громадського руху «Збережи старий Київ».
Член Українського ПЕН.
У червні 2018 підтримав відкритий лист діячів культури, політиків і правозахисників із закликом до світових лідерів виступити на захист ув'язненого у Росії українського режисера Олега Сенцова й інших політв'язнів.
Автор петиції на сайті президента України про врегулювання термінів мобілізації.

## Книжки
- Авантюра: Практичні реалії мандрів по-бідняцьки. – Sky Country, 2008. – 240 с.
- Подорож із Мамайотою в пошуках України. – К.: Нора-Друк, 2011. – 272 с.
- Червона зона. – К.: Нора-Друк, 2014. – 304 с. – ISBN 978-617-688-015-8
- Война на три буквы. – Х.: Фоліо, 2015. – 381 с. – ISBN 978-966-03-7168-2 (у співавторстві з Катериною Сергацковою та Володимиром Максаковим)
- Понаїхали. – К.: Нора-Друк, 2015 – 240 с. – ISBN 978-966-8659-61-4
- Тато в декреті. – Х.: Віват, 2016. – 160 с. – ISBN 978-617-690-720-6
- The Ukraine. — Чернівці: Видавництво 21, 2018. — 240 с. – ISBN 978-617-614-218-8
- Дивні люди. — Чернівці: Видавництво 21, 2019. — 304 с. – ISBN 978-617-614-256-0
- Вивітрювання. — Чернівці: Видавництво 21, 2021. — 176 с. – ISBN 978-617-617-330-7
- Не народжені для війни. — Чернівці: Видавництво 21, 2025. — 120 с. – ISBN 978-617-6147-05-3